# Zimní paralympijské hry 1976
Zimní paralympijské hry 1976, oficiálně I. zimní paralympijské hry (švédsky Paralympiska vinterspelen 1976), se konaly ve švédském Örnsköldsviku. Slavnostní zahájení proběhlo 21. února 1976, ukončení se pak uskutečnilo 28. února 1976.

## Seznam sportů
- Běh na lyžích
- Alpské lyžování

## Pořadí národů
| Pořadí | Země            | Zlato | Stříbro | Bronz | Celkem |
| ------ | --------------- | ----- | ------- | ----- | ------ |
| 1      | Západní Německo | 10    | 12      | 6     | 28     |
| 2      | Švýcarsko       | 10    | 1       | 1     | 12     |
| 3      | Finsko          | 8     | 7       | 7     | 22     |
| 4      | Norsko          | 7     | 3       | 2     | 12     |
| 5      | Švédsko         | 6     | 7       | 7     | 20     |
| 6      | Rakousko        | 5     | 16      | 14    | 35     |
| 7      | Československo  | 3     | 0       | 0     | 3      |
| 8      | Francie         | 2     | 0       | 3     | 5      |
| 9      | Kanada          | 2     | 0       | 2     | 4      |

## Československo na ZPH 1976
Československo reprezentovalo 5 paralympioniků.
Českoslovenští medailisté
| Medaile | Sportovec              | Sport           |
| ------- | ---------------------- | --------------- |
| Zlato   | Eva Lemežová-Příhodová | alpské lyžování |
| Zlato   | Eva Lemežová-Příhodová | alpské lyžování |
| Zlato   | Eva Lemežová-Příhodová | alpské lyžování |